# Dąbie (gmina)
Dąbie är en gmina i Powiat kolski i det polska vojvodskapet Storpolen. Huvudort är Dąbie.
Följande byar och samhällen ligger i Gmina Dąbie: Augustynów, Baranowiec, Chełmno nad Nerem, Chełmno-Parcele, Chruścin, Cichmiana, Domanin, Gaj, Grabina Wielka, Karszew, Krzewo, Krzykosy, Kupinin, Ladorudz, Lisice, Lutomirów, Majdany, Rośle Duże, Rzuchów, Sobótka, Tarnówka, Tarnówka Wiesiołowska, Wiesiołów och Zalesie-Kolonia.

### Webbkällor
- ”Gmina Dąbie w liczbach” (på polska). Polska w liczbach. Arkiverad från originalet den 19 februari 2020. http://archive.md/wip/6f8t8. Läst 19 februari 2020.